# Мюррей-Гілл (Кентуккі)
Мюррей-Гілл (англ. Murray Hill) — місто (англ. city) в США, в окрузі Джефферсон штату Кентуккі. Населення — 565 осіб (2020).

## Географія
Мюррей-Гілл розташований за координатами 38°17′27″ пн. ш. 85°35′15″ зх. д. / 38.29083° пн. ш. 85.58750° зх. д. (38.290952, -85.587625).  За даними Бюро перепису населення США в 2010 році місто мало площу 0,34 км², з яких 0,34 км² — суходіл та 0,00 км² — водойми.

## Демографія
Згідно з переписом 2010 року, у місті мешкали 582 особи в 297 домогосподарствах у складі 152 родин. Густота населення становила 1703 особи/км².  Було 307 помешкань (898/км²).
Расовий склад населення:
| - 96,4 % — білих - 1,5 % — чорних або афроамериканців - 1,4 % — азіатів |

До двох чи більше рас належало 0,5 %. Частка іспаномовних становила 0,7 % від усіх жителів.
За віковим діапазоном населення розподілялося таким чином: 17,7 % — особи молодші 18 років, 41,4 % — особи у віці 18—64 років, 40,9 % — особи у віці 65 років та старші. Медіана віку мешканця становила 58,3 року. На 100 осіб жіночої статі у місті припадало 79,1 чоловіків;  на 100 жінок у віці від 18 років та старших — 72,3 чоловіків також старших 18 років.
Середній дохід на одне домашнє господарство  становив 74 122 долари США (медіана — 48 000), а середній дохід на одну сім'ю — 113 676 доларів (медіана — 83 333). Медіана доходів становила 88 750 доларів для чоловіків та 51 250 доларів для жінок. За межею бідності перебувало 5,0 % осіб, у тому числі 5,3 % дітей у віці до 18 років та 4,1 % осіб у віці 65 років та старших.
Цивільне працевлаштоване населення становило 206 осіб. Основні галузі зайнятості: освіта, охорона здоров'я та соціальна допомога — 27,2 %, науковці, спеціалісти, менеджери — 14,6 %, фінанси, страхування та нерухомість — 12,1 %, роздрібна торгівля — 11,2 %.